# Copa Sendai de 2007
A Copa Sendai de 2007 foi a 5ª edição dessa competição organizada pela Japan Football Association (JFA), para jogadores com até 19 anos de idade. Realizou-se entre os dias 29 de agosto e 2 de setembro na cidade de Sendai, no Japão. Todos os jogos foram disputados no Sendai Stadium.
A França sagrou-se a campeã após acumular o maior número de pontos entre as quatro participantes. A Seleção da Região de Tohoku ficou com o vice-campeonato, o Brasil com o terceiro lugar e o Japão com o quarto lugar.

## Regulamento
A Copa Sendai é disputada por 4 seleções. Todos os times jogam entre si uma única vez. Será declarado campeão o time que obtiver o maior número de pontos após as 3 rodadas.

### Critérios de desempate
Caso haja empate de pontos entre dois ou mais equipes, os critérios de desempates serão aplicados na seguinte ordem:
1. Número de vitórias;
2. Saldo de gols;
3. Gols marcados;
4. Confronto direto;
5. Número de cartões vermelhos;
6. Número de cartões amarelos.

## Equipes participantes
| Equipe | Confederação | Títulos              |
| ------ | ------------ | -------------------- |
| Brasil | CONMEBOL     | 3 (2003, 2005, 2006) |
| França | UEFA         | ---                  |
| Japão  | AFC          | ---                  |
| Tohoku | AFC          | ---                  |

## Jogos

### Primeira Rodada
| 29 de agosto de 2007 | Japão          | 1 x 3  | França                                     | Sendai Stadium, Sendai               |
| 13h30 (UTC+9)        | Kohei Higa 39' | Súmula | 66' Djamel Bakar · 74', 87' Dylan Duventru | Público: 4,649 Árbitro: Honda Makoto |

| 29 de agosto de 2007 | Tohoku                              | 3 x 2  | Brasil                              | Sendai Stadium, Sendai                 |
| 19h00 (UTC+9)        | William 14' · Sasaki Kenya 48', 61' | Súmula | 11' Luiz Gustavo · 38' Diego Monart | Público: 6,867 Árbitro: Sannai Hiroshi |

### Segunda Rodada
| 1 de setembro de 2007 | Tohoku             | 1 x 1  | França          | Sendai Stadium, Sendai                 |
| 13h30 (UTC+9)         | Iwasakii Akiya 18' | Súmula | 10' David N'Gog | Público: 4,003 Árbitro: Inoue Tomohiro |

| 1 de setembro de 2007 | Japão          | 1 x 4  | Brasil                                    | Sendai Stadium, Sendai               |
| 16h00 (UTC+9)         | Jun Suzuki 54' | Súmula | 42' Everton · 43', 47' Tartá · 78' Sérgio | Público: 5,092 Árbitro: Ookawa Naoya |

### Terceira Rodada
| 2 de setembro de 2007 | Tohoku                | 2 x 1  | Japão          | Sendai Stadium, Sendai                 |
| 13h30 (UTC+9)         | Sasaki Kenya 16', 85' | Súmula | 62' Jun Suzuki | Público: 6,185 Árbitro: Saitou Takashi |

| 2 de setembro de 2007 | Brasil | 0 x 3  | França                                                             | Sendai Stadium, Sendai                  |
| 16h00 (UTC+9)         |        | Súmula | 27' Morgan Schneiderlin · 62' Younousse Sankharé · 78' David N'Gog | Público: 7,582 Árbitro: Anazawa Tsutomu |

## Classificação
| Pos. | Time   | Pts | J | V | E | D | GP | GC | SG |
| ---- | ------ | --- | - | - | - | - | -- | -- | -- |
| 1    | França | 7   | 3 | 2 | 1 | 0 | 7  | 2  | +5 |
| 2    | Tohoku | 7   | 3 | 2 | 1 | 0 | 6  | 4  | +2 |
| 3    | Brasil | 3   | 3 | 1 | 0 | 2 | 6  | 7  | -1 |
| 4    | Japão  | 0   | 3 | 0 | 0 | 3 | 3  | 9  | -6 |

## Premiação
| Copa Sendai de 2007         |
| Seleção Francesa de Futebol |
| --------------------------- |
| FRANÇA Campeão (1º título)  |

## Artilharia
Atualizado em 15 de setembro às 16:12 UTC-3
| Gols | Jogador        |
| ---- | -------------- |
| 4    | Sasaki Kenya   |
| 2    | David N'Gog    |
| 2    | Dylan Duventru |
| 2    | Jun Suzuki     |